# Майзенберг Олег Йосипович
Олег Йосипович Майзенберг (нар.. 29 квітня 1945, Одеса) — радянський та австрійський піаніст.

## Біографія
Олег Майзенберг народився в 1945 році в Одесі, а через кілька місяців після його народження сім'я оселилася в Кишиневі. Грі на фортепіано почав вчитися з п'яти років під керівництвом матері, Ади Арнольдівни Майзенберг. Навчався Олег Майзенберг у спеціальній музичній школі імені Е. Коки в Кишиневі у Євсея Соломоновича Зака. А потім — у Молдавському державному інституті мистецтв імені Гавриїла Музиченка у Людмили Веніамінівна Ваверко. У 1966—1971 роках — в Музично-педагогічному інституті імені Гнесіних у Москві у Олександра Іохелеса. У 1971—1981 роках він соліст Московської філармонії. З 1981 року мешкає у Відні.
Тесть О. В. Майзенберга — композитор Марк Григорович Фрадкін.

## Викладацька діяльність
У 1985—1998 роках Олег Майзенберг був професором по класу фортепіано у Штутгартській вищій музичній школі. А з 1998 року він професор Музичного університету у Відні. Серед його учнів — Маркус Хінтерхойзер, Роланд Крюгер, Тіль Фельнер.

## Визнання та нагороди
Лауреат Міжнародного конкурсу імені Шуберта. Почесний член товариства Віденський Концертгаус (1995), кавалер австрійського почесного Хреста першого ступеня (2005).